# Pareulype semifasciata
Pareulype semifasciata är en fjärilsart som beskrevs av Louis Beethoven Prout 1914. Pareulype semifasciata ingår i släktet Pareulype och familjen mätare. Inga underarter finns listade i Catalogue of Life.